# Chiesa di San Paolo (Cordova)
La chiesa di San Paolo è una chiesa ed un ex convento situata nella città di Cordova, nella comunità autonoma spagnola dell'Andalusia. L'attuale chiesa e il convento, il cui edificio oggi è in disuso, sono stati costruiti su di un'area che da sempre era utilizzata per la costruzione di grandi edifici, poiché posta alle porte della città, lungo una delle vie principali. Un circo romano ha preceduto un palazzo musulmano prima che i cristiani costruissero un convento domenicano.

## Descrizione
La chiesa, originariamente costruita nel 1241 in stile tardoromanico, ha elementi caratteristici dell'arte barocca, realizzati in marmo nel 1708. La facciata principale, nella quale si apre un grande rosone in stile gotico, presenta peculiarità dello stile manierista del XVI secolo. Capitelli in stile arabo ornano invece il portale di sinistra, anch'esso in stile gotico.
L'interno è composto da tre navate divise da pilastri con semicolonne addossate e soffitto a cassettoni, quest'ultimo realizzato nel 1537 in stile mudéjar. Sono presenti tre absidi, di forma circolare all'interno e rettangolare all'esterno, con un semi-cupole e un soffitto. La torre è posta ai piedi della chiesa ed è in pietra; su di essa si eleva la torre campanaria lignea.
Nella navata del Vangelo, c'è una porta a forma di arco a sesto acuto con capitelli califfali, che conduce alla Via San Paolo. Nella navata dell'Epistola, vi è un'antica porta in stile gotico-mudéjar. Tra le cappelle esistenti c'è la Cappella della Madonna del Rosario, costruita nel XV secolo e rimaneggiata nel 1758, la quale è un esempio dello stile barocco nella città. Resti del chiostro del convento si possono osservare nel tragitto che conduce all'assessorato della cultura sulla Via Capitolari (Calle Capitulares). La sala capitolare, progettata da Hernán Ruiz II, è rimasta incompleta probabilmente a causa dell'insufficienza di fondi economici. Il ripristino e la restaurazione dell'edificio sono stati effettuati nel 2008 grazie ad una parte dei fondi stanziati per le aree culturali della città. Una delle più importanti sculture della Settimana Santa cordovana, Nostra Signora dei Dolori, è stata scolpita da Juan de Mesa ed è del 1627.
Nei Jardines de Orive si può notare l'area dove precedentemente vi erano i giardini conventuali.